# Sainte-Thérèse-Demi-Lune
Sainte-Thérèse-Demi-Lune est l'un des vingt quartiers de Caen. Il se situe à l'est de la ville. Selon la ville de Caen, le quartier est délimité :
- au nord, par la gare de Caen et l'Orne,
- à l'est, par les routes de Paris et de Rouen,
- au sud, par le boulevard Poincaré et le chemin aux bœufs,
- à l'ouest, par la route de Falaise.

## Lieux et monuments
- Cinéma Lux, cinéma d'art et d'essai
- Ancien quartier Claude Decaen
- Polyclinique du Parc
- Nouvelle caserne de gendarmerie (regroupant une brigade territoriale, la compagnie de Caen, la Région de Gendarmerie, les services administratifs, plusieurs unités spécialisées)
- Jardin Claude Decaen